# Cerapachys clarki
Cerapachys clarki är en myrart som först beskrevs av W. C. Crawley 1922.  Cerapachys clarki ingår i släktet Cerapachys och familjen myror. Inga underarter finns listade.